# Ordine delle cariche degli Stati Uniti d'America
Il Dipartimento del Cerimoniale di Stato degli Stati Uniti d'America prevede un ordine delle cariche pubbliche, strutturata in base alla rilevanza della carica.

## Ordine
1. Presidente degli Stati Uniti d'America, Donald Trump e la first lady, Melania Trump
2. Vicepresidente degli Stati Uniti d'America, J. D. Vance e la second lady, Usha Vance
3. Speaker della Camera dei rappresentanti, Mike Johnson
4. Presidente della Corte suprema, John G. Roberts
5. Presidenti Emeriti e first lady:
  1. Bill Clinton, e Hillary Clinton
  2. George W. Bush, e Laura Bush
  3. Barack Obama, e Michelle Obama
  4. Joe Biden, e Jill Biden
6. Ambasciatori degli Stati Uniti (in ordine di anzianità di incarico)
7. Segretario di Stato, Marco Rubio
8. Vedove dei Presidenti Emeriti
9. Ministri delle potenze straniere
10. Giudici della Corte suprema: (in ordine di nomina)
  1. Clarence Thomas
  2. Samuel Alito
  3. Sonia Sotomayor
  4. Elena Kagan
  5. Neil Gorsuch
  6. Brett Kavanaugh
  7. Amy Coney Barrett
  8. Ketanji Brown Jackson
11. Presidenti di Corte suprema Emeriti
12. Giudici Emeriti della Corte suprema: (in ordine di nomina)
  1. Anthony Kennedy
  2. Stephen Breyer
13. Gabinetto degli Stati Uniti d'America:
  1. Segretario del tesoro, Scott Bessent
  2. Segretario alla difesa, Pete Hegseth
  3. Procuratore generale, Pam Bondi
  4. Segretario degli Interni, Doug Burgum
  5. Segretario dell'Agricoltura, Brooke Rollins
  6. Segretario al Commercio, Howard Lutnick
  7. Segretario del lavoro, Lori Chavez-DeRemer
  8. Segretario della salute e dei servizi umani, Robert F. Kennedy Jr.
  9. Segretario per le politiche abitative e lo sviluppo urbano, Scott Turner
  10. Segretario dei Trasporti, Sean Duffy
  11. Segretario dell'energia, Chris Wright
  12. Segretario dell'Istruzione, Linda McMahon
  13. Segretario degli Affari dei Veterani, Doug Collins
  14. Segretario della Sicurezza Interna, Kristi Noem
14. Capo di gabinetto della Casa Bianca, Susie Wiles
  1. Direttore dell'Ufficio per la gestione e il bilancio, Russell Vought
  2. Direttore dell'Office of National Drug Control Policy, vacante
15. Rappresentante per il Commercio, Jamieson Greer
16. Direttore dei Servizi di Intelligence, Tulsi Gabbard
17. Ambasciatore presso le Nazioni Unite, vacante
18. Presidente pro tempore del Senato[1], Chuck Grassley
19. Senatori in carica (in base all'anzianità)
20. Governatori degli stati (in base all'ordine di ingresso nella federazione)
21. Capi operativi dei dipartimenti dell'esecutivo
22. Ex Vicepresidenti[2]: (in ordine di mandato)
  1. Dan Quayle
  2. Al Gore
  3. Dick Cheney
  4. Mike Pence
  5. Kamala Harris
23. Deputati in carica (in ordine di anzianità)
24. Delegati al Congresso (in ordine di anzianità)
25. Governatore di Porto Rico, Jenniffer González
26. Consigliere per la sicurezza nazionale, Michael Waltz
27. Incaricati d'affari di paesi esteri
28. Ex Segretari di Stato: (in ordine di mandato)
  1. James Baker
  2. Condoleezza Rice
  3. Hillary Clinton
  4. John Kerry
  5. Rex Tillerson
  6. Mike Pompeo
  7. Antony Blinken
29. Vicesegretari di dipartimento (nello stesso ordine dei rispettivi membri di Gabinetto)